# Makar Sankranti
El Makar Sankranti (también conocido como Makara Sankranti o Maghi) se refiere tanto a un día solar concreto en el Calendario hindú como a una festividad india dedicada al dios Suria (el Sol) que se celebra cada año en enero. Marca el primer día del tránsito del Sol al Makara (Capricornio), señalando el final del mes con el solsticio de invierno y el inicio de días más largos.
El Makar Sankranti es una de las pocas festividades indias antiguas celebrada de acuerdo con los ciclos solares, dado que la mayoría de festividades vienen determinadas por el ciclo lunar del calendario hindú lunisolar. Siendo una festividad que celebra el ciclo solar, casi siempre cae en la misma fecha gregoriana cada año (14 de enero), salvo en años bisiestos cuando la fecha se mueve un día, debido a la complejidad del movimiento relativo tierra-Sol. Las celebraciones asociadas al Makar Sankranti son conocidas con nombres distintos como Lohri por los indios hindúes y los Sikhs del norte, Sukarat en India central, Magh Bihu por los Assamese y Pongal por los Tamiles
El Makar Sankranti se celebra con actividades sociales como decoraciones coloridas, los niños rurales que van de casa en casa, cantando y pidiendo pequeños regalos o aguinaldos en algunas zonas, melas (ferias), bailes, vuelo de cometas, hogueras y festines. El Magha Mela aparece mencionado en el poema épico hindú Mahabharata, por lo que estima la antigüedad de esta festividad en unos 5.000 años. Muchos devotos van a lagos o ríos sagrados y realizan baños como formas de dar gracias al sol. Cada doce años, los hindúes celebran el Makar Sankranti con uno de los peregrinajes multitudinarios más grandes del mundo, con una afluencia estimada de alrededor de 40 a 100 millones de personas. Durante esta celebración,  rezan una oración al sol y se bañan en el Prayaga, donde el río Ganges y el río Yamuna confluyen en el Kumbha Mela, una tradición atribuida a Adi Sankara.

## Fecha

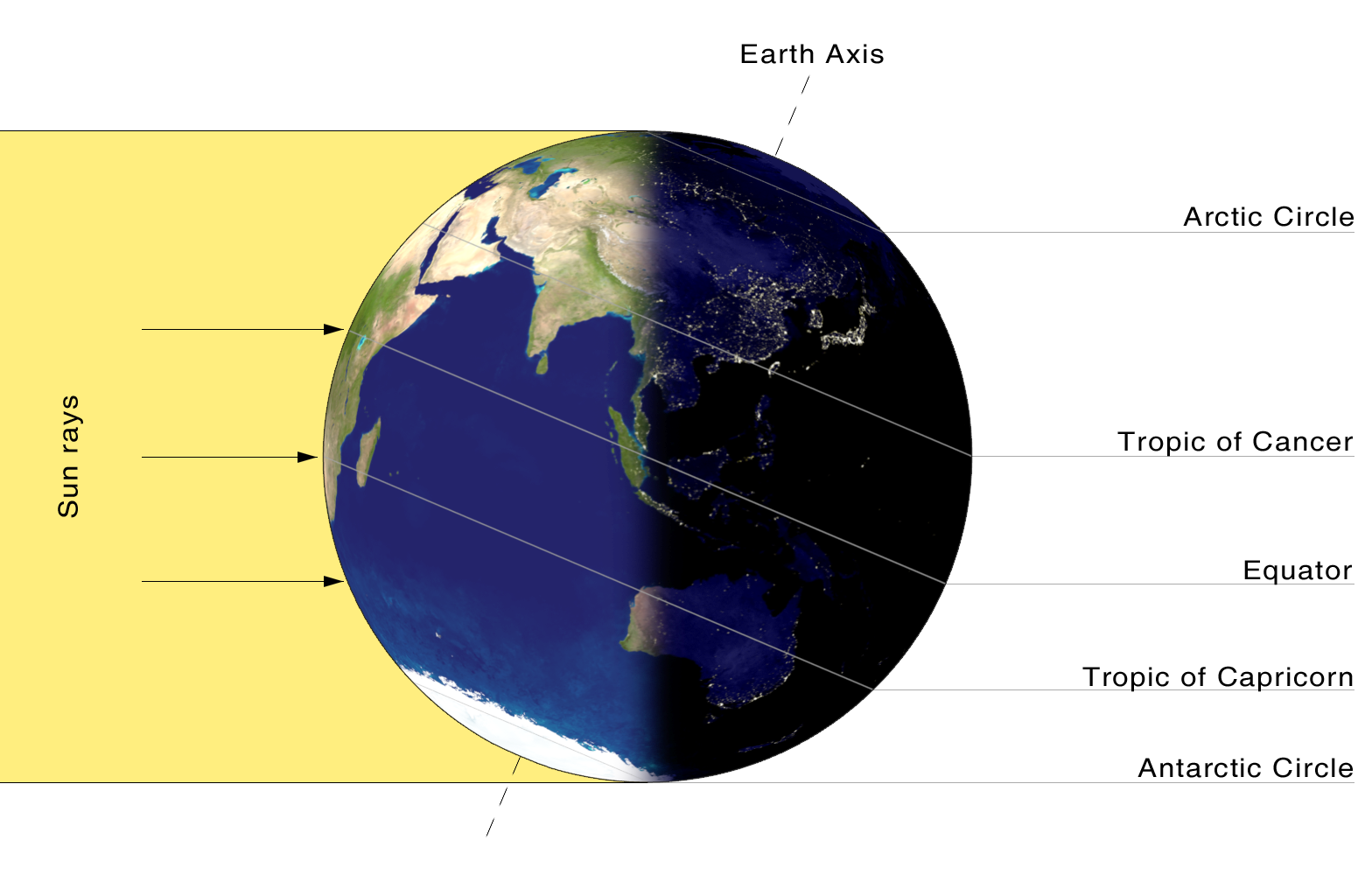
Solsticio de invierno

El Makar Sankranti (Sánscrito: मकर सङ्क्रान्ति) viene determinado por el ciclo solar del calendario lunisolar hindú, se celebra, normalmente, el 14 de enero del calendario gregoriano y significa la llegada de días más largos. El Makar Sankranti cae en el mes solar de Makara y en el mes lugar de Magha del calendario hindú. Marca el fin del mes con solsticio de invierno y la noche más oscura del año, un mes que recibe el nombre de Pausha en el sistema lunar y el de Dhanu en el sistema solar, de acuerdo con el método Hindú de medición del tiempo. La festividad celebra el primer mes en el que los días son claramente más largos.

## Significado
La festividad está dedicada al dios hindú del sol, Surya. La importancia de Surya puede remontarse hasta los textos védicos, particularmente el Gayatri Mantra, un himno sagrado del hinduismo incluido en texto sagrado conocido como Rigveda. La festividad también marca el comienzo de un periodo de seis meses considerado como de buen agüero por los hindúes y conocido como periodo Uttarayana.
El Makar Sankranti está considerado como un momento importante para las prácticas espirituales y consiguientemente los devotos realizan inmersiones sagradas en los ríos, especialmente en el Ganges, el Yamuna, el Godavari, el Krishná y el Kaveri. Se cree que el baño absuelve los pecados pasados. También rezan al Sol y dan gracias por sus éxitos y su prosperidad. Unas prácticas culturales compartidas por hindúes de varias partes de la India es preparar unos dulces pegajosos, sobre todo con sésamo (til) y con una base dulce como el azúcar de jugo de palma (gud, gur). Este tipo de dulce representa el hecho de estar juntos en paz y alegría, a pesar de la singularidad de cada persona y las diferencias entre individuos. En la mayor parte de las regiones de India, este periodo es una parte de las primeras etapas del cultivo y del ciclo agrícola de Rabi, en el que los cultivos ya han sido sembrados y el trabajo duro en los campos está prácticamente terminado. Este periodo, por lo tanto, coincide con un momento de socialización en el que las familias pueden disfrutar de su compañía mutua, cuidando del ganado y haciendo celebraciones alrededor de la hogueras, mientras que en Maharashtra el festival se celebra haciendo volar cometas.
El Makar Sankranti es una importante festividad solar en toda la India, conocida con distintos nombres pero celebrada en la misma fecha, a veces incluso durante varios días.  Se conoce como Pongal en Tamil Nadu, Pedda Panduga en Andhra Pradesh, Magh Bihu en Assam, Magha Mela en algunas partes de India central y del norte, cuando Makar Sankranti en el oeste y por otros nombres.

## Nomenclatura y nombres regionales

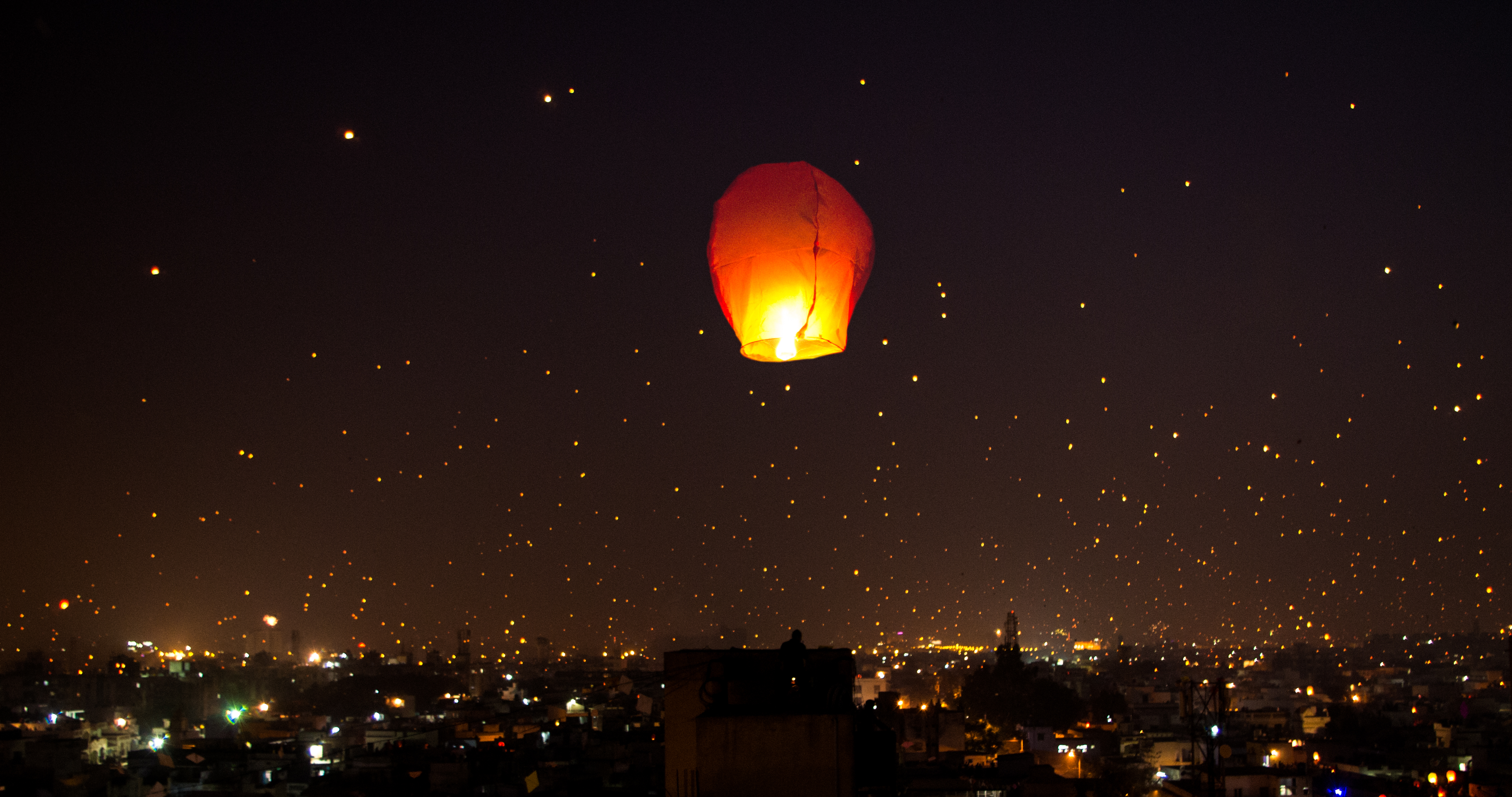
Una noche iluminada durante la festividad del Makar Sankranti Uttarayana con cometas y velas.

El Makara o Makar Sankranti se celebra en muchas partes del subcontinente indio con algunas variaciones regionales. Es conocido por nombres diferentes y celebrado con diferentes costumbres en distintas partes de la región:
- Suggi Habba, Makar Sankramana , Makara Sankranthi : Karnataka
- Makar Sankranthi: Andhra Pradesh, Telangana, Kerala
- Makar Sankranti: Chhattisgarh, Goa, Odisha, Bihar, Jharkhand, Madhya Pradesh, Maharastra, Manipur, Rayastán, Sikkim, Tripura, Uttar Pradesh, Uttarakhand, Bengala occidental y Jammu
- Pongal, Uzhavar Thirunal: Tamil Nadu
- Uttarayan: Guyarat
- Maghi: Haryana, Himachal Pradesh y Punyab.
- Magh Bihu o Bhogali Bihu: Assam
- Shishur Saenkraat: Valle de Cachemira
- Khichdi: Uttar Pradesh y Bihar occidental
- Poush Sangkranti: Bengala occidental
- Tila Sakrait: Mithila

También en otros países el día es celebrado por los hindúes, aunque bajo nombres distintos y de diferentes maneras.
- Nepal: Maghe Sankranti o Maghi- /Khichdi Sankranti
- Bangladés: Shakrain/ Poush Sangkranti
- Pakistán (Sind): Tirmoori

## Variaciones regionales
Se celebra de manera diferente en las distintas partes del subcontinente indio. Mucha gente realiza inmersiones rituales en sitios como Ganga Sagar (el punto donde el río Ganges se encuentra con la Bahía de Bengala) o Prayagraj y rezan al dios de Sol (Surya). Se celebra con especial pompa en algunas partes del sur de India como Sankranti en Karnataka (Pongal en Tamil Nadu) y del Punyab como Maghi.

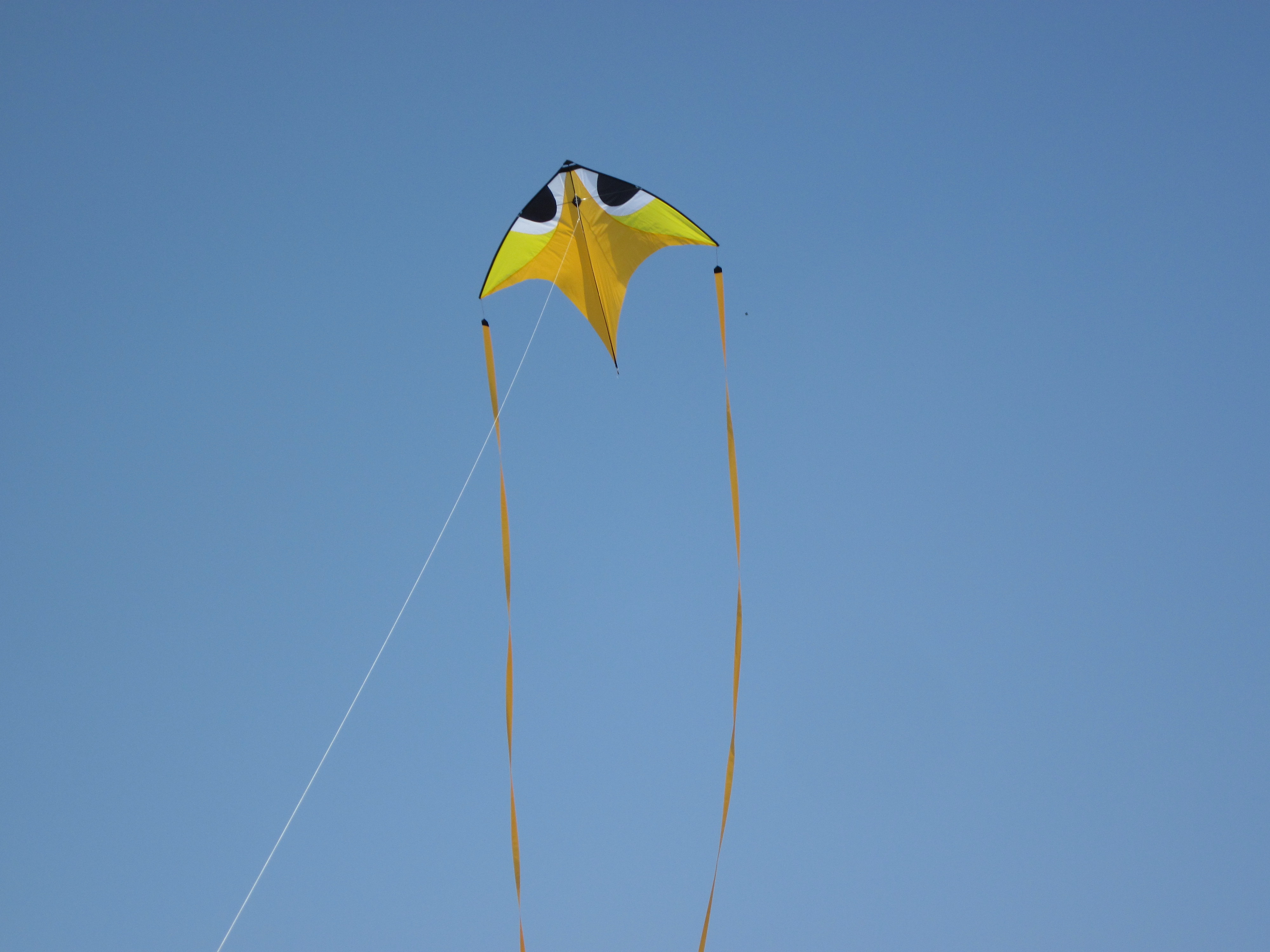
Volar cometas es una tradición de Makar Sankranti en muchas partes de India.

Muchos melas o las ferias están agarradas Makar Sankranti el más famosos siendo el Kumbha Mela, aguantó cada 12 años en uno de cuatro ubicaciones santas, concretamente Haridwar, Prayag (Prayagraj), Ujjain y Nashik. El Magha Mela (o mini-Kumbh Mela aguantó anualmente en Prayag) y el Gangasagar Mela (aguantado al frente del Ganges Río, donde afluye a la Bahía de Bengal). Makar Mela En Odisha. Tusu Mela También llamado como Tusu Porab está celebrado en muchas partes de Jharkhand y Del oeste Bengal. Poush Mela Es una feria anual y festival que tiene lugar en Santiniketan, en Birbhum Distrito de Del oeste Bengal.

### Andhra Pradesh y Telangana
La festividad de Sankranti (మకర సంక్రాంతి) se celebra en Andhra Pradesh y Telangana durante cuatro días:
- Primer día – Bhoghi (భోగి) (Andhra Pradesh, Telangana y Karnataka)
- Segundo día – Makara Sankranti (మకర సంక్రాంతి-పెద్ద పండుగ), el día mayor de la celebración
- Tercer día – Kanuma (కనుమ) (Andhra Pradesh y Telangana)
- Cuarto día 4 — Mukkanuma (Andhra Pradesh y Telangana)

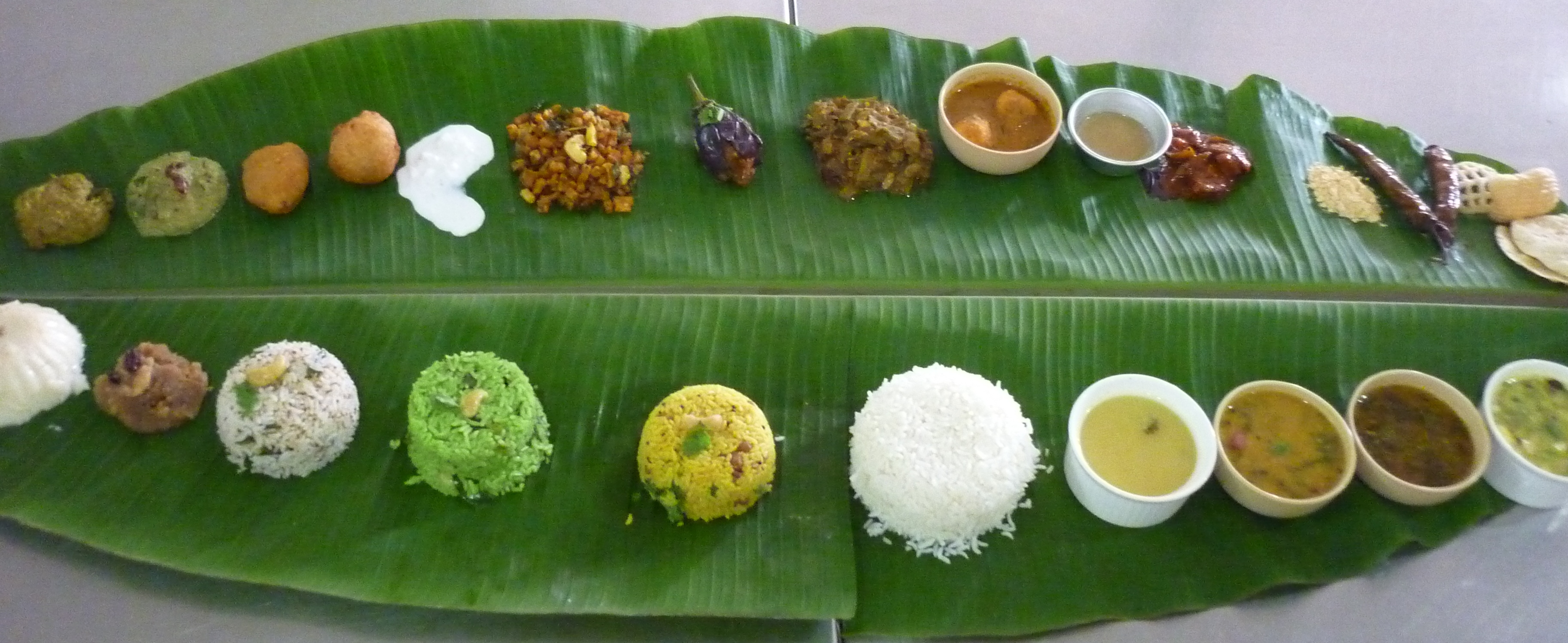
Los Bhojanam (festines) especiales son una parte de la tradición Andhra (estados de Andhra Pradesh y Telangana)

La víspera del Makara Sankranti se conoce como Bhoghi (భోగి). Ese día se tiran los trastos viejos e inútiles y se celebran las cosas nuevas que representan cambio o transformación. Al amanecer, se enciende una hoguera con leños, otros combustibles sólidos y mobiliario de madera que ya no sirva.
Makara Sankranti(మకర సంక్రాంతి)

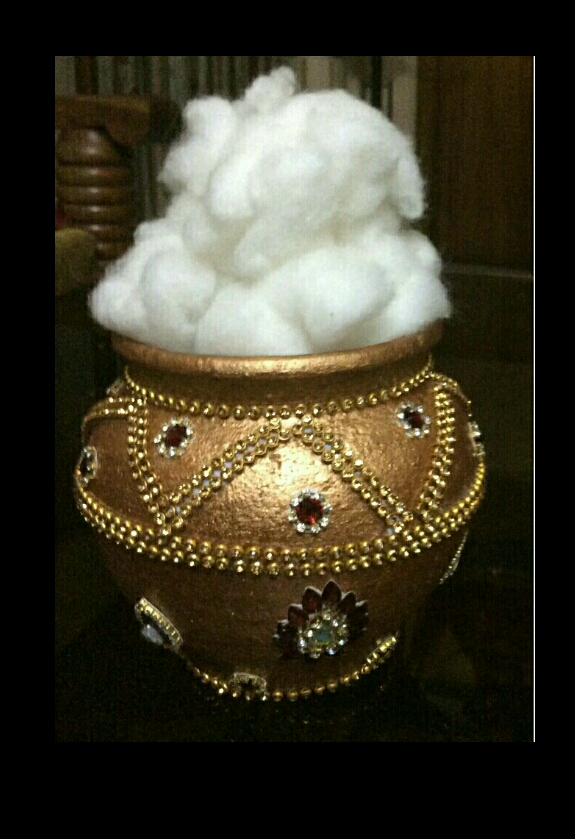
Tarro decorado

El segundo día es el Makara Sankranti. Ese día se estrena ropa nueva, se reza a Dios y se realizan ofrendas de comida tradicional a los antepasados fallecidos. En Telegu también se pintan dibujos muy bonitos y ornamentados sobre el suelo, delante de las casas, con tiza o harina, llamados "Rangoli" o "muggu". Estos dibujos se decoran con flores, colores y pequeños montoncitos de estiércol de vaca prensados a mano llamados "gobbemma" (గొబ్బెమ్మ).

Para esta festividad todas las familias preparan Chakinalu, Nuvvula Appalu, Gare Appalu o Katte Appalu o karam appalu, Madugulu (Jantikalu), Bellam Appalu, kudumulu, Ariselu, Appalu (un dulce hecho de jarabe de palma y harina de arroz), dappalam (un plato hecho con calabaza y otros vegetales) y hacen una ofrenda a Dios.
1. 1 2  Kamal Kumar Tumuluru (2015). Hindu Prayers, Gods and Festivals. Partridge. p. 30. ISBN 978-1-4828-4707-9.
2. ↑  http://www.drikpanchang.com/sankranti/makar-sankranti-date-time.html
3. ↑  «2016 Makar Sankranti Time». www.drikpanchang.com. Consultado el 14 de enero de 2016.
4. ↑  After a 100 years, Makar Sankranti gets a new date, The Hindustan Times (Jan 14, 2017)
5. ↑  Nikita Desai (2010). A Different Freedom: Kite Flying in Western India; Culture and Tradition. Cambridge Scholars Publishing. pp. 30-33. ISBN 978-1-4438-2310-4.
6. ↑  Pool of Life: The Autobiography of a Panjabi Agony Aunt. Sussex Academic Press. 2013. pp. 34-35. ISBN 978-1-78284-067-1.
7. ↑  Kapila Vatsyayan (1987). Traditions of Indian folk dance. Clarion Books. pp. 192-193. ISBN 978-0856552533.
8. ↑  Diana L. Eck (2013). India: A Sacred Geography. Random House. pp. 152-154. ISBN 978-0-385-53192-4.
9. ↑  Kumbha Mela: The Largest Gathering on Earth, Alan Taylor, The Atlantic (January 14 2013)
10. ↑  Biggest Gathering On Earth' Begins In India; Kumbha Mela May Draw 100 Million, Mark Memmott, NPR, Washington DC (January 14 2013)
11. ↑  Roshan Dalal (2011), The Religions of India: A Concise Guide to Nine Major Faiths, Penguin, ISBN 978-0-14-341517-6, see Kumbh Mela entry
12. ↑  TNN (14 de enero de 2004). «Confusion over date of Makar Sankranti». Consultado el 15 de enero de 2016.
13. ↑  J. Gordon Melton (2011). Religious Celebrations: An Encyclopedia of Holidays, Festivals, Solemn Observances, and Spiritual Commemorations. ABC-CLIO. pp. 547-548. ISBN 978-1-59884-205-0., Quote: "Makar Sankranti is a festival held across India, under a variety of names, to honor the god of the sun, Surya."
14. ↑  Chaturvedi, B.K. (2004), Diamond Pocket Books (P) Ltd Bhavishya Purana
15. ↑  Tumuluru, Kamal Kumar (2015), Hindu Prayers, Gods and Festivals, Partridge Publishing
16. ↑  «Celebrating Nature's Bounty - Magh Bihu». Archivado desde el original el 17 de enero de 2012. Consultado el Jan 14, 2012.

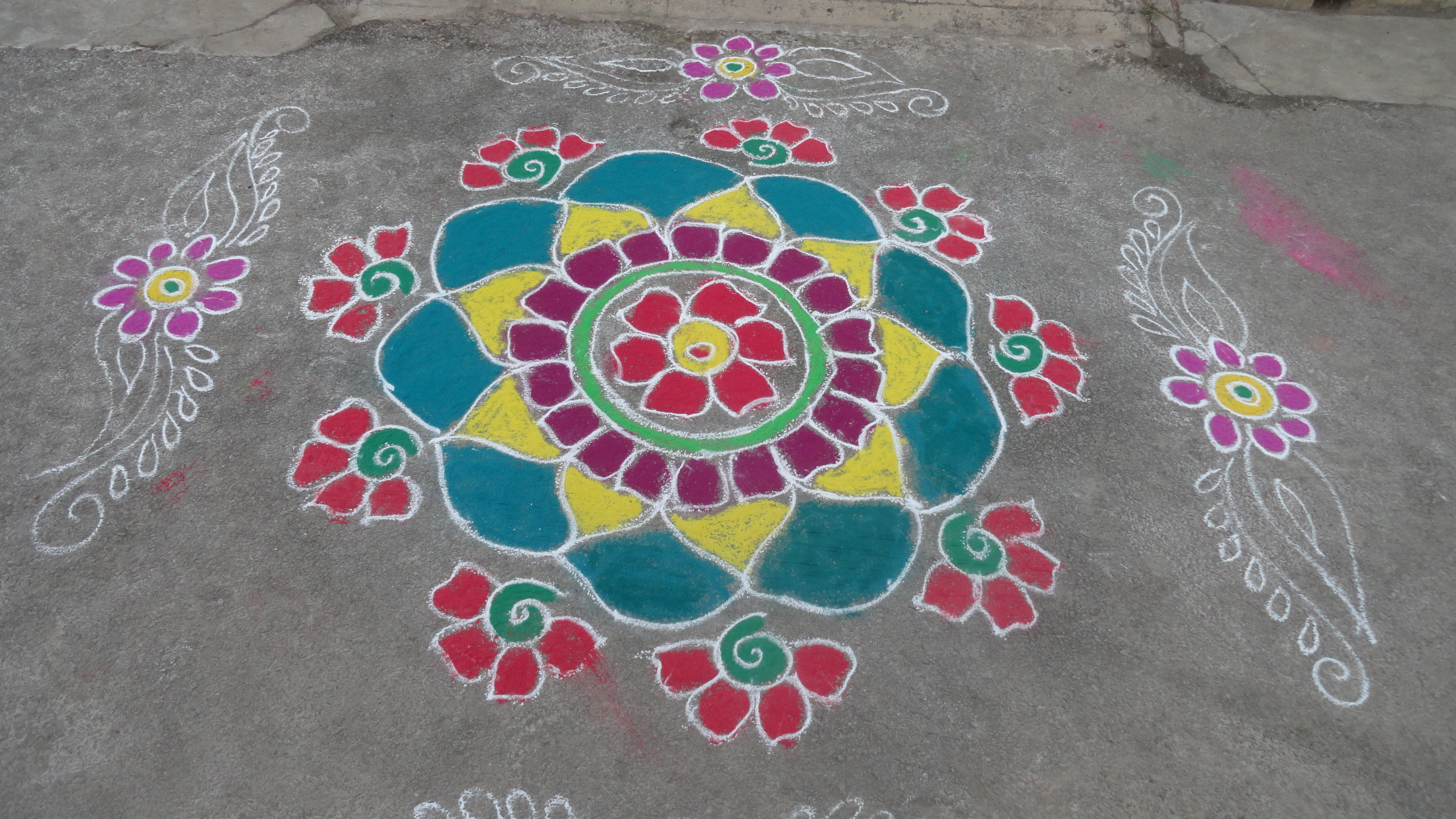
Estas coloridas obras de arte pintadas sobre el suelo (muggulu) decoran las entradas y calles durante el Makar Sankranti

Durante el tercer día se celebra el Kanuma (కనుమ). El Kanuma es una festividad muy querida por los campesinos porque es el día para rogar y exhibir orgullosamente el ganado. El ganado es el símbolo de la prosperidad. El día posterior al Makara Sankranti se recuerda el reino animal y, en particular, las vacas. Las chicas dan de comer a animales, pájaros y peces como símbolo de la acción de compartir.
Mukkanuma
El cuarto día se llama Mukkanuma (ముక్కనుమ) y es muy popular entre los no-vegetarianos. En este día, los campesinos ofrecen oraciones a los elementos (como la tierra, la lluvia, el fuego que ayuda a la cosecha) y a las diosas (de cada aldea) junto con regalos qué, en ocasiones, muy especialmente en estos días, incluye animales. En Telangana y la costa de Andhra no se come ni carne ni pescado durante los primeros tres días de la festividad y solo se comen el día de Mukkanuma. Kanuma, Mukkanuma y el día posterior a Mukkanuma son una invitación a la fiesta entre familias, amigos y parientes. Se juega con cometas y el cielo se llena de preciosas cometas.
Otro elemento destacable de la celebración de esta festividad en Telangana y Andhra Pradesh es la figura del Haridasu que se pasea por la mañana temprano con una vaca decorada de forma muy colorida, cantando canciones de Visnú (Hari), lo que explica el nombre de Haridasu (criado de Hari). La costumbre es que el Haridasu, cuando visita las casas de la gente, no habla con nadie y solo canta canciones de Visnú.

### Assam

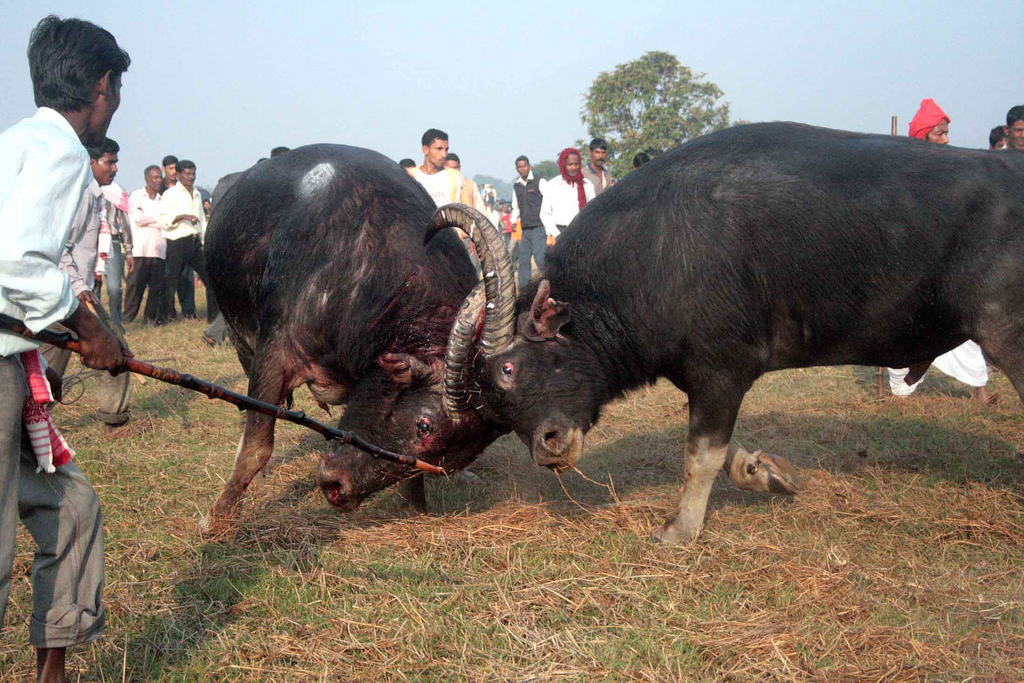
Una pelea de búfalos celebrada en Ranthali, en el Distrito de Nagaon Distrito de Assam, con ocasión del Magh bihu.

El Magh Bihu (মাঘ বিহু) (también llamado Bhogali Bihu (ভোগালী বিহু) (el Bihu para comer alimentos y divertirse) o Maghar Domahi (মাঘৰ দোমাহী) es un fiesta de la cosecha celebrada en Assam, India, que cual marca el final de la estación de la cosecha en el mes de Maagha (enero–febrero). Es la celebración del Makar Sankranti propia de Assam, durante la que se realizan banquetes durante una semana.
La celebración se caracteriza por los festines y las hogueras. Los jóvenes construyen cabañas temporales, conocidas como Meji y Bhelaghar, hechas de bambú, hojas y paja, comen dentro de los Bhelaghar los alimentos que se han preparado para el banquete y a la mañana siguiente se queman las cabañas. Las celebraciones también incluyen juegos tradicionales de Assam juegos como el tekeli bhonga (romper el tarro) y las peleas de búfalos. La fiesta del Magh Bihu comienza el último día del mes anterior, el mes de Pooh, normalmente el 29 de Pooh (coincidente, también normalmente, con el 14 de enero) y, actualmente, es el único día de Magh Bihu (antiguamente, la festividad duraba el mes entero de Magh, de ahí el nombre de Magh Bihu). La noche de la víspera se conoce como "Uruka" (día 28 de Pooh), la gente se reúne alrededor de una hoguera, se cocina la cena y se pasa un buen rato.
Durante el Magh Bihu en Assam se preparan pasteles de arroz que reciben varios nombres como Shunga Pitha, Til Pitha, etc., y otros dulces de coco llamados Laru o Laskara.

### Bihar y Jharkhand

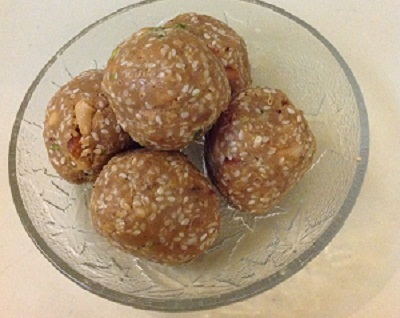
Ladu, dulce tradicional de sésamo y sirope que se regala y se come durante el Makar Sankranti.

En Bihar y en Jharkhand, la festividad se celebra los días 14 y 15 de enero.
El 14 de enero se celebra el Makar Sankranti o Sakraat o Khichdi (en los dialectos locales). Del mismo modo que en otras partes del país, se realizan inmersiones rituales en ríos y estanques y se celebran banquetes con comidas típicas como forma de celebrar las buenas cosechas. Las comidas típicas incluyen chura, gur (sirope), dulces hechos con til (semillas de sésamo) como los tilgul, tilwa, maska, etc., requesón, leche y verduras de temporada. También se organizan festivales de vuelo de cometa, aunque a pequeña escala.
El 15 de enero se celebra el Makraat (en algunas partes del Estado), en el que se disfruta de los khichdi especiales (arroz con coliflor, guisantes y patatas).
Esta festividad es una de las más importantes. El día comienza con rezos y arrojando til (semillas de sésamo) al fuego, tras lo que se come "dahi-chuda", un plato hecho de arroz batido (chuda o poha, en hindi, o avalakki, en idioma canarés) servido con una generosa ración de dahi (requesón) y kohada (calabaza roja), que se prepara especialmente con azúcar y sal pero sin agua. La comida normalmente se acompaña con tilkut y lai (ladu hecho de til, chuda y arroz). Esta comida de fiesta se prepara tradicionalmente en grupo por mujeres. Dado que se trata de una comida pesada, ese día normalmente no se almuerza y se usa ese tiempo en estar con la gente y en participar en los festivales de vuelo de cometas.
Por la noche se prepara un khichdi especial que es servido con sus cuatro acompañamientos tradicionales, "char yaar" (cuatro amigos) — chokha (vegetal asado), papad, ghee y achaar. Debido a que durante esta festividad se prepara este delicioso khichdi, la propia festividad se conoce a menudo, de manera coloquial, como "Khichdi".

### Delhi y Haryana
La comunidad Kayastha (que conforma barrios de la Delhi actual y otras comunidades rurales vecinas como los Yadavs), los Jats que pertenecen fundamentalmente a Haryana y Punyab consideran el Sakraat o Sankranti la festividad más importante del año. En las casas de Jats y Yadavs se preparan ese día expresamente churma de ghee, halwa y kheer. Los hermanos de las mujeres casadas visitan sus casas llevando como regalo alguna prenda de ropa de abrigo para ella y la familia de su marido. Se conoce como "Sidha". Las mujeres suelen hacer regalos a sus familias políticas, ritual que se conoce como "Manana". Quien recibe el regalo se sienta en un haveli (palacio principal donde los hombres se sientan juntos y comparten hookka). Las mujeres van al haveli para cantar canciones tradicionales y dar regalos.

### Goa
En Goa se conoce como Sankrant y, como en el resto del país, se reparten cajas de dulces redondos de sésamo y azúcar entre amigos y familiares, con las palabras, Till gull gheiat, godd uloiat, lo que significa Come sésamo y sirope y endulza tus palabras.
La festividad de Haldi Kumkum, de 12 días de duración, comienza el Makar Sankranti, las mujeres casadas celebran la festividad hasta el Ratha Saptami. Las mujeres casadas se visitan unas a otras en sus casas, se ponen Halad (cúrcuma) y Kumkuma (polvos rituales de colores) en las frentes y flores en el pelo y se hacen regalos para la casa. Las mujeres recién casadas ofrecen a los diosos cinco sunghat o pequeños tarros de arcilla con hilos negros con abalorios atados alrededor. Estos tarros están rellenos con cereales recién cosechados y se ofrecen con hojas de betel y nueces de areca. La celebración tiene lugar de forma bastante tranquila, a diferencia de otras celebraciones importantes de la región como el Ganesh chaturthi.

### Guyarat
El Uttarayan, como es llamado el Makar Sankranti en idioma guyaratí, es una importante festividad del estado de Guyarat que dura dos días.
- El 14 enero se celebra el Uttarayan
- El 15 enero se celebra el Vasi-Uttarayan (el Uttarayan pasado).[9]

La población guyaratí aguarda ansiosa esta festividad para hacer volar cometas, llamadas 'patang'. Las cometas de Uttarayan están hechas con un papel especialmente ligero y bambú y tienen habitualmente forma romboidal, con una espina central y un solo lazo. La cuerda a menudo lleva elementos abrasivos para cortar las cometas de los demás.
En Gujarat, la gente comienza a celebrar el Uttarayan desde diciembre hasta el Makar Sankranti. El undhiyu (masa de verduras de invierno cocida y picante) y los chikkis (hechos de semillas de sésamo, cacahuetes y sirope) son las recetas típicas de esta festividad que se comen este día.
En las grandes ciudades de Ahmedabad, Surat, Vadodara, Rajkot y Jamnagar los cielos se llenan con miles y miles de cometas mientras la gente disfruta de los dos días enteros de Uttarayan en sus terrazas.
Cuándo se corta la cometa de otro, se gritan palabras como "kaypo chhe", "e lapet","jaay jaay","phirki vet phirki" y "lapet lapet" en idioma guyaratí.

### Himachal Pradesh
En el Distrito de Shimla de Himachal Pradesh, el Makar Sankranti es conocido como Magha Saaji. Saaji es la palabra en lengua pahari para Sakranti, el inicio del mes nuevo. Por ello este día marca el inicio del mes de Magha.
De acuerdo con los textos sagrados hindúes, en el día de Uttarayani el sol entra en el signo del  zodíaco de Makara (Capricornio), es decir, de este día en adelante el sol se convierte en 'Uttarayan' y empieza a moverse hacia el norte. Se dice que a partir de este día, que marca un cambio de estación, los pájaros migratorios empiezan regresar a los montes. En el Magha Saaja la gente se despierta temprano y realiza inmersiones rituales o baños en los manantiales o en los baoris. Durante las horas de sol, la gente visita a sus vecinos y comparten khichdi con ghee y chaas y también lo ofrecen en los templos. El festival culmina cantando y bailando Naati (baile tradicional).

### Karnataka (ಕರ್ನಾಟಕ )

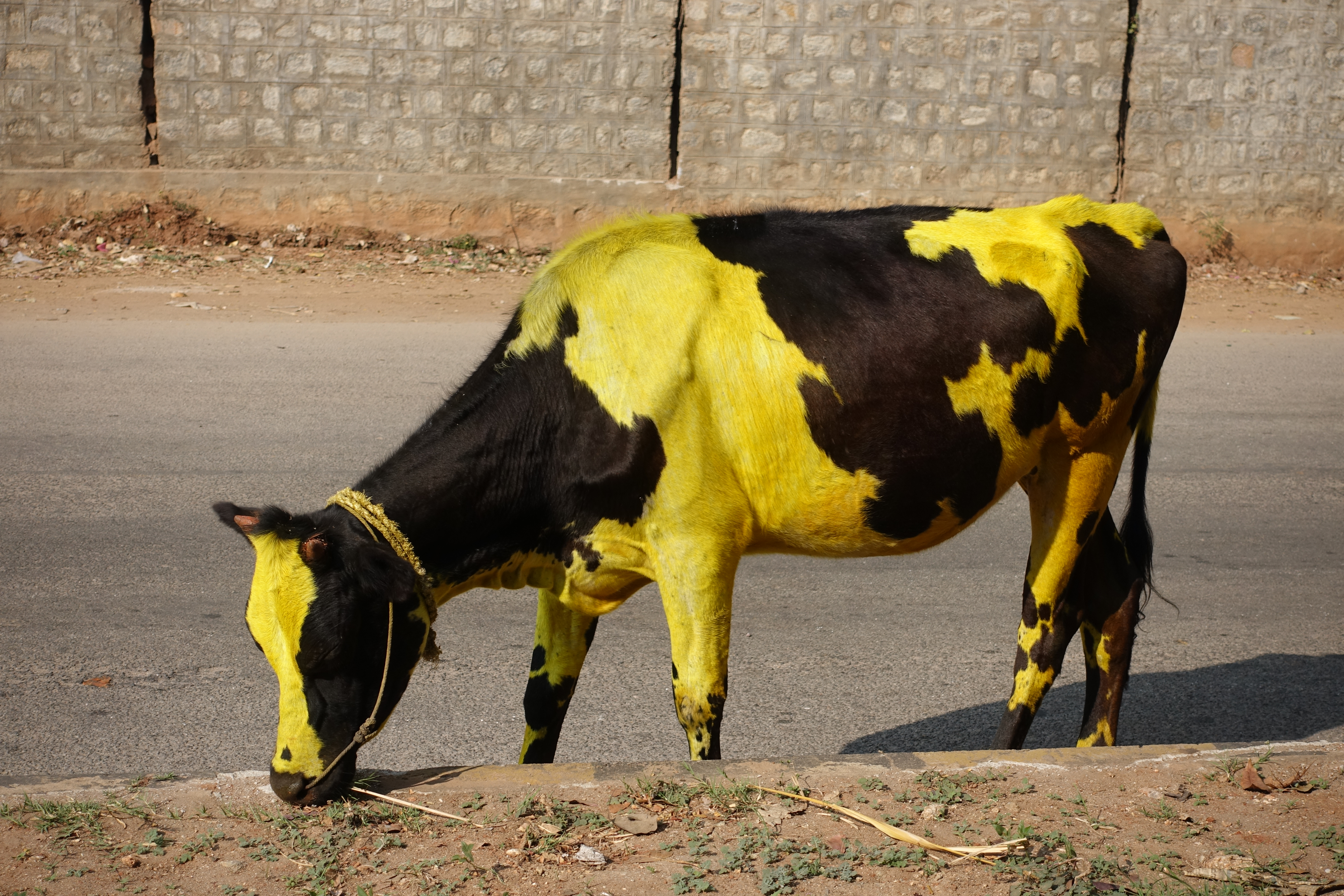
Vaca pintada en Mysuru. Enero de 2017

Para los campesinos de Karnataka, este es el Suggi (ಸುಗ್ಗಿ) o fiesta de la cosecha. En este día, considerado de buen agüero, las chicas llevan ropa nueva para visitar a la gente cercana y querida con ofrendas de Sankranti en una bandeja, que se intercambian con otras familias. Este ritual se conoce como "Ellu Birodhu". Así, la bandeja llevaría normalmente "Ellu" (semillas de sésamo blanco) mezclado con cacahuetes fritos, coco rallado y seco y panela cortada muy fina (bella). A esta mezcla se la llama "Ellu-Bella" (ಎಳ್ಳು ಬೆಲ್ಲ). La bandeja lleva caramelos de azúcar con formas (Sakkare Acchu, ಸಕ್ಕರೆ ಅಚ್ಚು) y un trozo de caña de azúcar. Hay un refrán en Kannada "ellu bella thindu olle maathadi" que se traduce como 'comer la mezcla de semillas de sésamo y panela y hablar bien, es todo uno'. Esta fiesta simboliza la cosecha de temporada, dado que la caña de azúcar es predominante en estas zonas. Las mujeres de Karnataka a menundo se regalan entre sí Ellu Bella, Ellu Unde, plátanos, caña de azúcar, frutos rojos, haldi y kumkum y pequeños regalos útiles para la vida diaria.

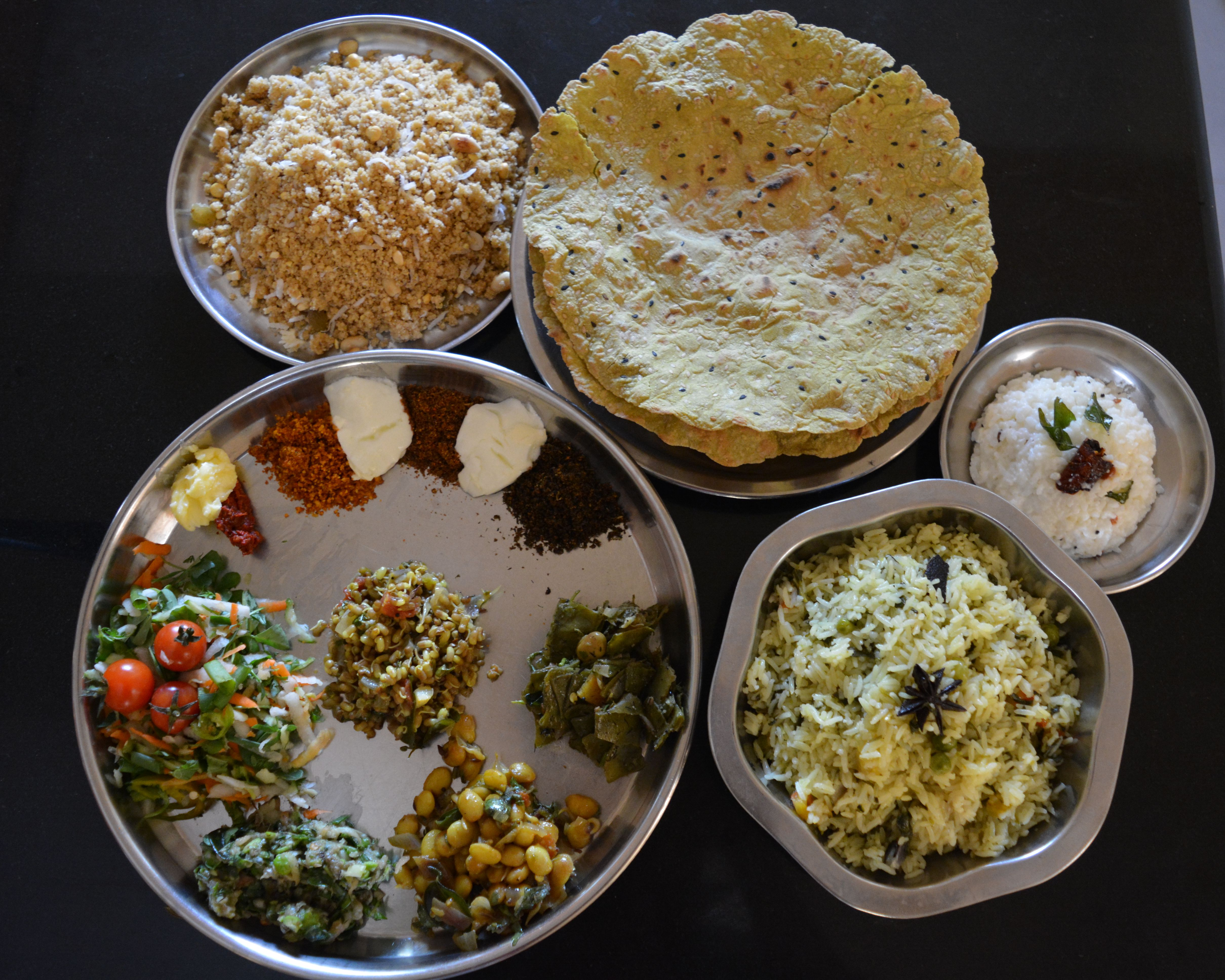
Banquete de Makar Sankranti

En algunas partes de Karnataka, las mujeres recién casadas tienen que regalar plátanos a las mujeres casadas durante cinco años (muthaidhe/sumangali) comenzando el primer año de su matrimonio y aumentando el número de plátanos en múltiplos de cinco. En algunas familias, la tradición también es regalar frutos rojos "Yalchi Kai" en la forma descrita. En el norte de Karnataka es tradición volar cometas con todos los miembros de la comunidad. Dibujar rangoli en grupo durante Sankranti es también una actividad popular entre las mujeres .
Un ritual importante es mostrar vacas y toros con coloridos vestidos en campo abierto. Las vacas son decoradas para la ocasión y sacadas en procesión. También se les hace atravesar un fuego. Este ritual es común en las zonas rurales de Karnataka y se conoce como "Kichchu Haayisuvudu."

### Kerala
El Makar Sankranti se celebra en Kerala en Sabarimala donde se muestra al público el Makara Jyothi, tras lo que dan comienzo las celebraciones de Makaravilakku.

### Uttarakhand

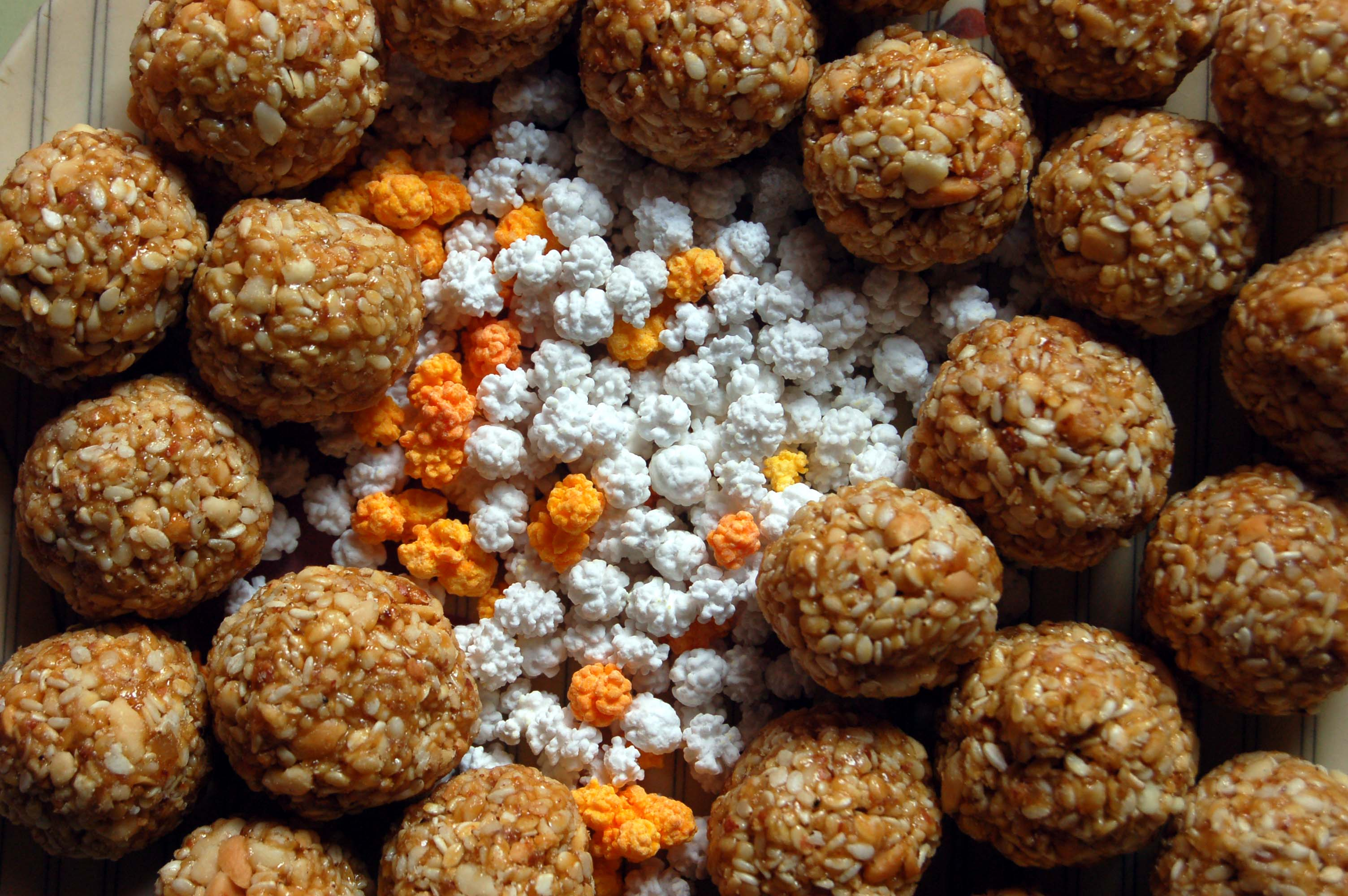
Halwas de azúcar multicolores rodeados por ladus de til-gul (sésamo y sirope). Estos dulces se regalan y se comen durante el Makar Sankranti en Maharashtra

En la región de Kumaon de Uttarakhand, el Makar Sankranti se celebra con gran entusiasmo. La feria de Uttarayani se celebra cada año en el mes de enero en Bageshwar El ritual religioso de la feria consiste en bañarse antes del amanecer en la confluencia del Saryu y el Gomti. Tras el baño, es fundamental realizar una ofrenda de agua a Shiva dentro del Templo de Bagnath. Los más religiosos realizan esta práctica durante tres días seguidos, lo que se conoce como "Trimaghi".
Durante el Makar Sankranti la gente ofrece en los templos Khichadi (una mezcla de legumbres y arroz), realiza inmersiones rituales en ríos sagrados, participa en las ferias de Uttarayani y celebrar la festividad de Ghughutia o Kale Kauva. Durante el festival de Kale Kauva (traducción literal 'cuervo negro') se hacen dulces con harina y gur, se fríen bien en ghee, se les da forma de tambores, granadas, cuchillos y espadas y se les dan a los cuervos y otros pájaros.